# Georgij Valentyinovics Plehanov
Georgij Valentyinovics Plehanov (oroszul: Гео́ргий Валенти́нович Плеха́нов), álnevén Beltov (Gudalovka, 1856. november 29. – Terijoki, 1918. május 30.) orosz forradalmár, marxista teoretikus, az oroszországi szociáldemokrata mozgalom egyik megalapítója, az OSZDMP 1903-as, II. londoni kongresszusától mensevik.

## Élete és munkássága
A Plehanovval foglalkozó szakirodalomban legelterjedtebb felfogás szerint munkásságának fő vonala három szakaszra bontható. Az első: narodnyik (bakunyinista, lavrovista) korszak, fokozatos eltávolodás a narodnyikizmustól, marxistává válás. A legtermékenyebb, második: marxistává válásától, a Munka Felszabadítása csoport megalakításától 1903-ig, a csoport feloszlatásáig és Plehanov mensevikké válásáig tartó két évtizedes időszak. Míg a harmadik: mensevik korszaka, 1918-ban bekövetkezett haláláig tart.

### Pályakezdése

Plehanov 1890—1900 körül

Elszegényedett nemesi családból származott. Anyja, Marija Fjodorovna Belinszkaja, V. G. Belinszkij rokona, rendkívüli szellemiségű volt, gyermeke alapfokú oktatását maga irányította. Plehanov a voronyezsi katonai gimnázium után 1873-ban a pétervári tüzérségi szakiskolában folytatta tanulmányait. 1874-ben átment a Bányamérnöki Főiskolába, ahol kapcsolatba került a narodnyik forradalmi ifjúsággal. 1875-ben ismerkedett meg Pavel Akszelroddal, akinek nagy hatása volt abban, hogy csatlakozott a Föld és Szabadság (Zemlja i Volja) nevű narodnyik szervezethez. 1876-ban „rossztanulás” koholt vádjával elbocsátották a főiskoláról. 1876 december 6-án a Zemlja i Volja demonstrációt szervezett a pétervári Kazanyi-székesegyház elé, melyen Plehanov beszédet mondott az összegyűlt, mintegy 400 fős tömeghez. Ebben kifejezte a narodnyikok szolidaritását a száműzött politikai foglyokkal, köztük a már 12 éve száműzetésben élő Csernisevszkijjel. A demonstráció után 31 embert tartóztattak le, Plehanovnak a rendőri üldözés elől el kellett hagynia Oroszországot. Franciaországban hamarosan megismerkedett az idősebb forradalmár nemzedékhez tartozó Lavrovval. Egyik neki írt levele tanúsága szerint ez idő tájt a három legkedveltebb szerzője Lavrov, Marx és Csernisevszkij volt. 1877-ben illegálisan visszatért hazájába, előbb Szaratovban, majd Péterváron fejtett ki forradalmi propagandát, s hamarosan a narodnyikok elismert szónokává vált. 1878-ban a doni kozákok körében folytatott szervező tevékenységet. A rendőrség sorozatos letartóztatásai miatt a „nép közé járás” propaganda taktikája teljes kudarcot vallott, s 1879-ben, a Zemlja i Volja voronyezsi kongresszusa után a narodnyikok két szervezetre szakadtak. A Népakarat (Narodnaja Volja) az egyéni terrort pártolta, míg a Fekete Újrafelosztás (Csornij Peregyel) ezzel szemben az általános népfelkelés előkészítését, a paraszti tömegek forradalmi mozgósítását tekintette elsődleges céljának. Az utóbbi szervezetet Plehanov, P. B. Akszelrod, L. G. Dejcs és Vera Zaszulics vezette. 1879-től a rendőrség körözte Plehanovot, elfogásáért vérdíjat tűztek ki, ezért 1880-ban újra emigrációba kényszerült.

### Emigrációban

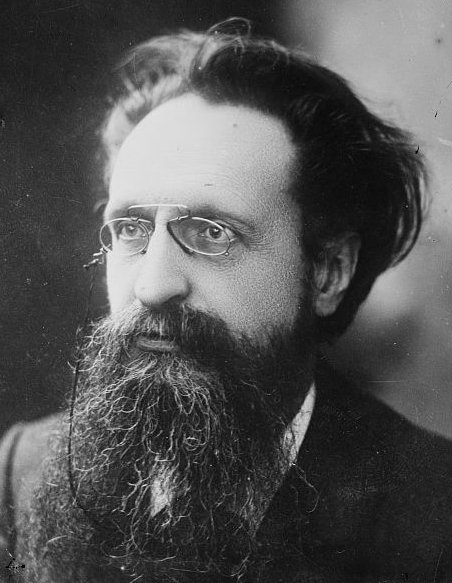
Jules Guesde (1847-1922)

Plehanov 37 évet töltött emigrációban, Svájcban, Franciaországban és Olaszországban. Kapcsolatba került a szociáldemokrácia vezetőivel, Wilhelm Liebknechttel, Karl Kautskyval, Jules Guesde-del, s alaposan tanulmányozta Marx, Engels és követőik korabeli műveit. Ez szellemi fejlődésében ugrásszerű fejlődést idézett elő, minek következtében az 1880-as évek elején meghaladta a narodnyik ideológiát. Ennek egyik bizonyítéka, hogy 1881 végén lefordította orosz nyelvre a Kommunista Kiáltványt. Erről később így nyilatkozik: „Magamról elmondhatom, hogy a »Kommunista Kiáltvány« olvasása korszakot jelentett az életemben. Megihletett, és azonnal úgy döntöttem, hogy lefordítom orosz nyelvre.” Lavrov közbenjárására 1882 januárjában Marx és Engels írt hozzá előszót.

#### A Munka Felszabadítása (Oszvobozsgyenyije Truda) csoport

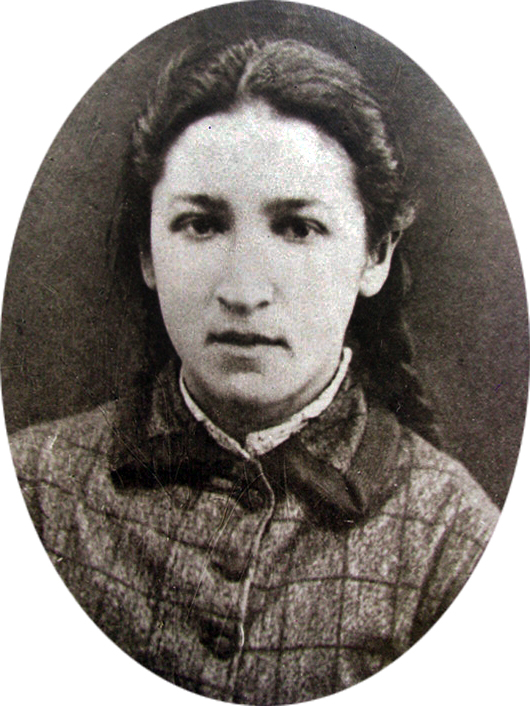
Vera Ivanovna Zaszulics (1849 — 1919)

1883. szeptember 25-én az egykori Csornij Peregyel genfi emigrációba kényszerült tagjai, Plehanov, P. B. Akszelrod, Lev Dejcs, V. I. Zaszulics, V. N. Ignatov megalakítják a Munka Felszabadítása (Oszvobozsgyenyije Truda) csoportot, mely határozottan bírálja a narodnyik elveket és politikai gyakorlatot, s bejelenti, hogy legsürgetőbb célja a marxizmus eszméinek terjesztése és az önálló oroszországi marxista munkáspárt megteremtése. A csoport tagjai kapcsolatot tartottak Engelssel és a munkásmozgalom többi vezetőjével. Rövid időn belül lefordították orosz nyelvre Marx és Engels következő írásait: „A szocializmus fejlődése az utópiától a tudományig”, „Bérmunka és tőke”, „A filozófia nyomorúsága”, később a „Louis Bonaparte Brumaire 18-ja”, „Ludwig Feuerbach és a klasszikus német filozófia vége” és más munkákat. A csoportnak a gyakorlati munkásmozgalomtól való elszigeteltsége ellenére is nagy szerepe volt a marxizmus oroszországi elterjesztésében, az oroszországi szociáldemokrata párt megalakításának előkészítésében.

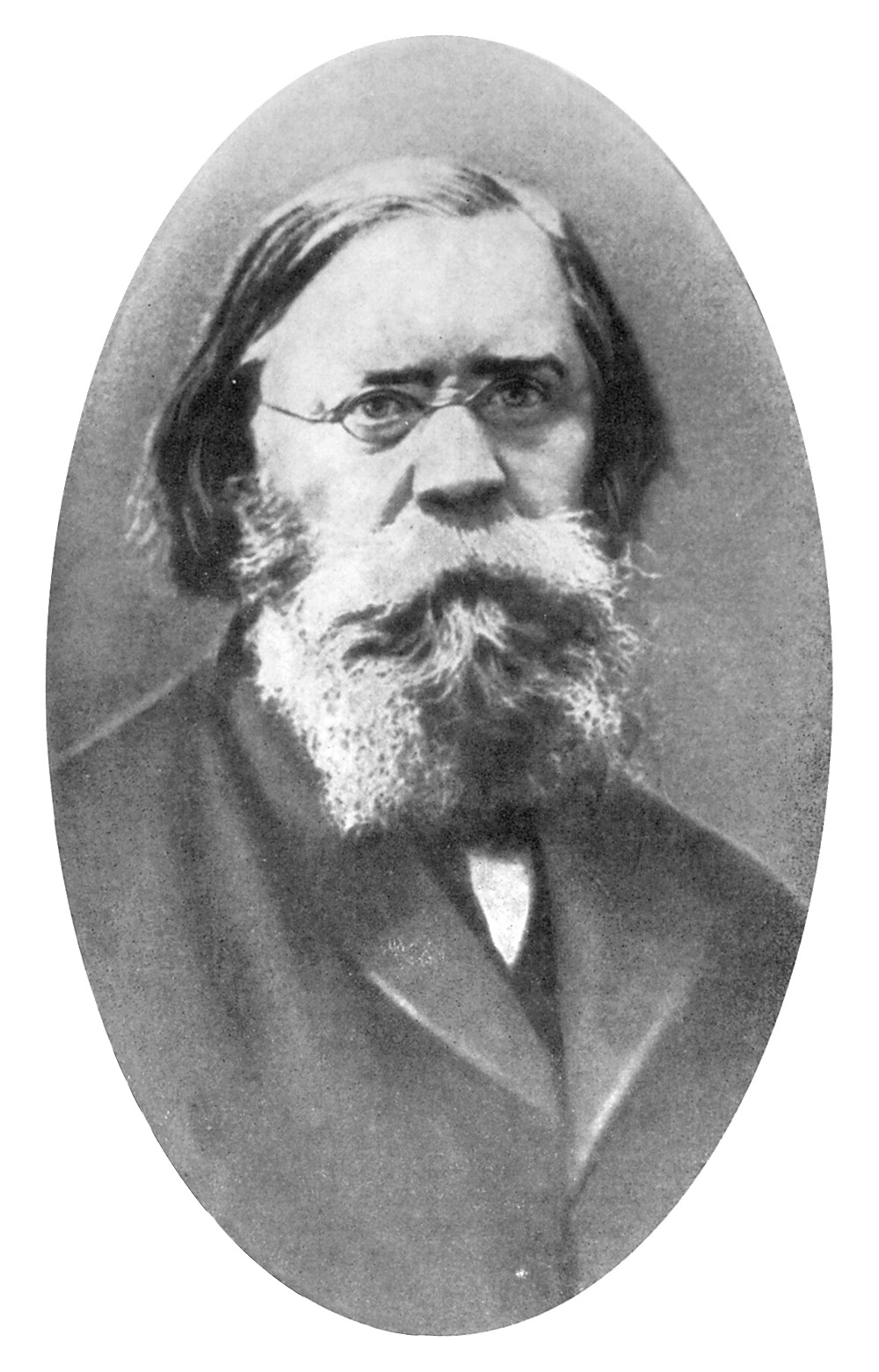
Pjotr Lavrovics Lavrov (1823 — 1900)

1883. őszén megjelent Plehanov „A szocializmus és a politikai harc” című brosúrája, mely a Munka Felszabadítása csoport első hangsúlyos sajtóbeli jelentkezése volt. Erről a műről Lenin elismerőleg írja, hogy az „Az orosz szocializmus első profession de foi-ja…” A „Népakarat Híradó” szerkesztői, P. L. Lavrov és L. A. Tyihomirov megtagadták a brosúra kiadását, így azt a csoport „A modern szocializmus könyvtára” sorozat első kiadványaként jelentette meg. Lavrov recenziót írt a műről, melyben élesen visszautasította Plehanov kritikáját. Plehanov a „Nézeteltéréseink” (1885) című művében válaszolt Lavrovnak. Plehanov e munkájában részletesen elemzi a narodnyik és anarchista nézetek történetét, – Bakunyin eszméinek bírálata azért is különösen szellemes, mivel a 70-es években maga is buntár azaz bakunyinista volt, – továbbá bírálja az eklektikus közgazdasági elméleteket, melyek szerint Oroszországnak nincsenek meg az adottságai a kapitalizmus létrejöttéhez. Konkrét tényekkel bizonyítja a Marx által feltárt általános tőkés törvényszerűségek érvényesülését az oroszországi fejlődésben. Ennek fontos elemei a munkásosztály létszámának gyors növekedése és a falusi földközösség bomlásának megindulása a kapitalizálódás mezőgazdaságba való behatolásának következtében. A mű legfontosabb következtetése a szociáldemokrata párt megalakításának és a politikai harc fontosságának kifejezése. Plehanov elküldte könyve egy példányát Engelsnek, aki 60 oldal elolvasása után így írt Zaszulicsnak: „ …büszke vagyok rá, hogy az orosz ifjúság közt van egy párt, amely nyíltan és köntörfalazás nélkül elfogadja Marx nagy gazdasági és történelmi elméleteit és határozottan szakított elődeinek minden anarchista és némileg szlavofil hagyományával. S maga Marx ugyanilyen büszke lett volna erre, ha valamivel tovább él. Ez olyan haladás, amely nagy jelentőségű lesz Oroszország forradalmi fejlődése szempontjából. Marx történelemelmélete szerintem alapfeltétele minden rendszeres és következetes forradalmi taktikának; hogy ezt a taktikát megtaláljuk, csak alkalmazni kell az elméletet az illető ország gazdasági és politikai viszonyaira.” Plehanov a 80-as években két programtervezetet is írt az orosz szociáldemokraták számára, melyek azt bizonyítják, hogy fokozatosan szabadult meg a narodnyik nézetektől.

#### Plehanov és Engels

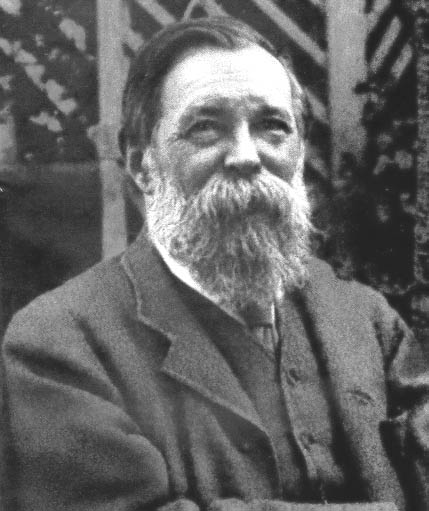
Engels

1889 júliusában az orosz proletariátus képviseletében részt vett a II. Internacionálé párizsi alapító kongresszusán, ahol fel is szólalt. A kongresszus után Londonba utazott, ahol személyesen megismerkedett Engelsszel. Majdnem egy héten át minden nap hosszú beszélgetéseket folytattak a legkülönfélébb témákról, s a nagy korkülönbség ellenére barátság alakult ki közöttük. A későbbiekben rendszeres levelekkel tartották a kapcsolatot, s barátságuk Engels haláláig fennmaradt.
1891-ben „Hegel halálának hatvanadik évfordulójára” címmel cikket írt a Neue Zeit számára német nyelven, mely három részletben (1891. évi 7., 8. és 9. számban) jelent meg, melyet Engels igen nagyra értékelt: „Plehanov cikkei kitűnőek.” – írta Kautskynak. A tanulmányt 1892-ben bolgár majd 1894-ben francia nyelvre is lefordították, oroszul csak 1906-ban jelent meg. „Tanulmányával megcáfolt számos Hegelre vonatkozó hamisítást és előítéletet, s jelentősen hozzájárult egy tudományos Hegel-kép kialakulásához.”

#### Plehanov és Lenin
Plehanov és Lenin első személyes találkozására 1895 tavaszán került sor, amikor Lenin Svájcba utazott, hogy felvegye a kapcsolatot a Munka Felszabadítása csoport tagjaival. Plehanovra igen mély benyomást tett ez a találkozás, így írt feleségének erről: „Megérkezett ide egy fiatal elvtárs, nagyon okos, nagyon művelt és szónoki képességekkel is rendelkezik. Mekkora szerencse, hogy forradalmi mozgalmunkban ilyen fiatalemberek vannak.” A találkozás új szakaszt jelent a Munka Felszabadítás csoport tevékenységében, mert a Lenin vezette „Harci Szövetség a Munkásosztály Felszabadítására” csoport révén szorosabb kapcsolatba kerül az orosz forradalmi mozgalommal. Ez az időszak Plehanov alkotói tevékenységének egyik legtermékenyebb szakasza, melynek főbb állomásait az alábbi művek sora alkotja: „A monista történetfelfogás fejlődésének kérdéséhez” (1895), „Adalékok a materializmus történetéhez” (1896), „Néhány szó a gazdasági materializmus védelmében” 1896), „A történelem materialista értelmezéséről” (1897), „A »gazdasági tényezőről«” (1897), „A személyiség történelmi szerepének kérdéséhez” (1898)

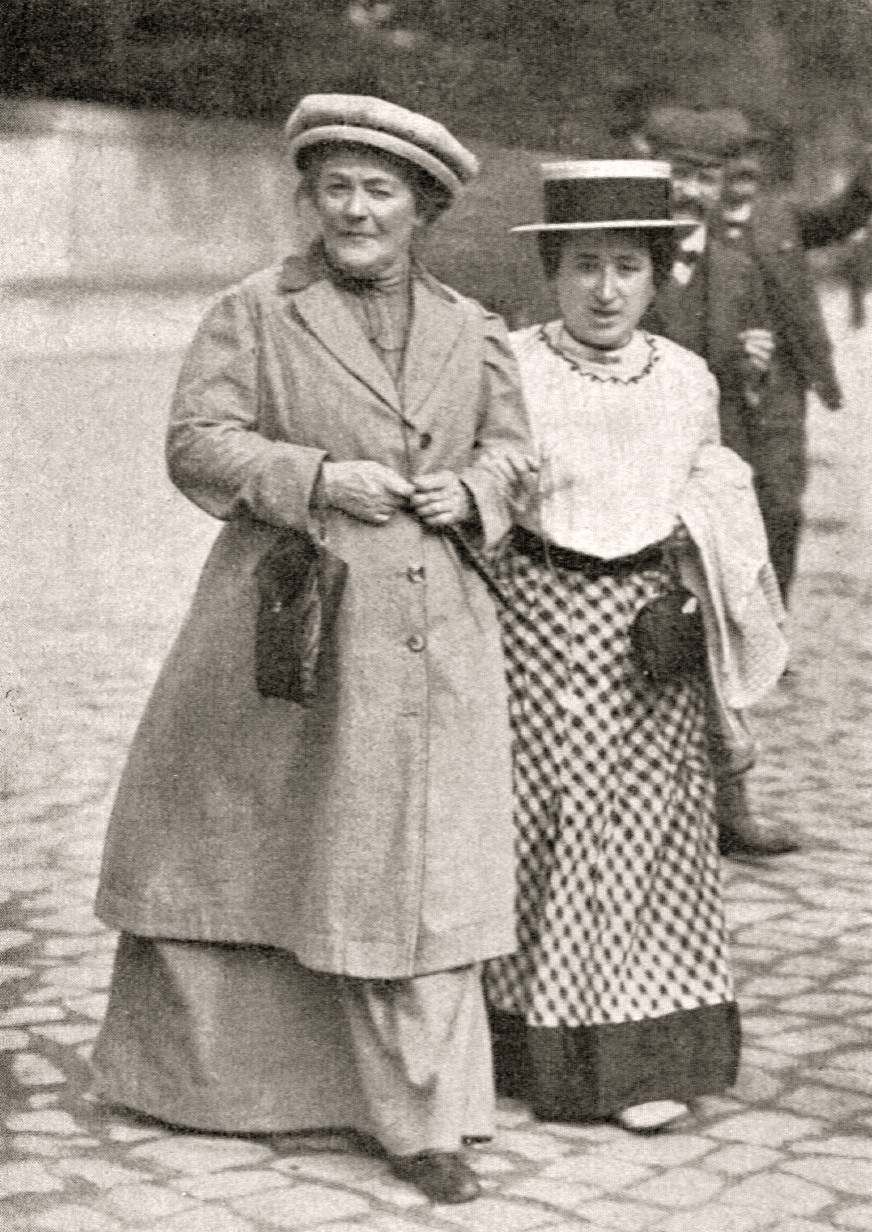
Clara Zetkin és Rosa Luxemburg

Plehanov életművének következő csomópontja a „Bernstein és a materializmus” című írás, mely 1898 július 30-án jelent meg németül a „Die Neue Zeit” 44. számában. Plehanov az elsők között ismerte fel, hogy a marxizmus újkantiánus revíziója a filozófiai alapok aláásásával az egész eszmerendszert kérdőjelezi meg, így harcos fellépésével jelt adott a filozófiai revizionizmus elleni teoretikus ellentámadás megindítására, melyhez Rosa Luxemburg hamarosan csatlakozott 1898 szeptemberében és 1899 áprilisában a „Leipziger Volkszeitung”-ban közölt két nagy hatású cikksorozatával, mely később könyv alakban is megjelent. Lenin érdeklődéssel követte Plehanov harcát, s ebben teljes mértékben igazat adott neki. Mindazonáltal egymás érdemeinek kölcsönös elismerése mellett az évek során fokozatosan egyre jobban eltávolodtak egymástól. Az első kettejük közötti nagyobb konfliktusról és Plehanov személyiségének számos negatív vonásáról Lenin egyik valószínűleg nem a nyilvánosságnak, hanem csupán emlékeztetőnek szánt feljegyzése tudósít.
Plehanov és Lenin politikai nézetkülönbségeinek fontos eleme volt a szövetségesek kérdéskomplexuma. Plehanov Leninnel ellentétben a liberális burzsoáziát a munkásosztály szövetségesének tekintette a cárizmus elleni harcban, aminek következtében sokáig elvtelenül tartózkodott az egyébként újkantiánus „legális marxista” Pjotr Berngardovics Sztruve, a liberálisok vezéregyénisége nyílt kritikájától. „Lenin 1895 és 1897 között írott munkáiban bírálta Sztruve nézeteit és ugyanerre több ízben felszólította Plehanovot is. Abban az időben, amikor a »Zarja« közölte a »Kritikusaink kritikáját«, Plehanov szorosan együttműködött Leninnel, aki figyelemmel kísérte munkáját. Plehanov szívesen fogadta észrevételeit. Erről tanúskodik a közöttük lefolyt élénk levelezés. (Gruppa »Oszvobozsgyenyija truda.« Szb. VI.)”
A második törés Plehanov és Lenin között az OSZDMP (Oroszországi Szociáldemokrata Munkáspárt) 1903-as, Brüsszelben és Londonban ülésező II. kongresszusa után történt. Ezen a kongresszuson két ellentétes politikai pólus alakult ki, a Lenin vezette bolsevikok (oroszul: bolsinsztvo=többség) és a mensevikek (menysinsztvo=kisebbség) irányzata. „A békülékenység apostola Plehanov lett, aki a kongresszuson Lenint támogatta, de a kongresszus után csakhamar azt követelte, hogy vegyék vissza a szerkesztőségbe a négy volt mensevik szerkesztőt. Lenin nem egyezhetett bele a kongresszus határozatának ilyen megszegésébe, s ezért kilépett a szerkesztőségből. … Plehanov egymaga kooptálta az »Iszkra« szerkesztőségébe az összes régi szerkesztőt. Tetteit »Mit ne tegyünk« című cikkében magyarázta meg. Azt állította, hogy a párt belső békéjének érdekében engedményeket kell tenni az opportunistáknak.” Az első orosz forradalom (1905) idején Plehanov minden fő kérdésben mensevik álláspontot vallott, ám fellépett a likvidátorság ellen, s a pártigenlő mensevikekhez csoportjának élén állt.
Plehanov „A marxizmus fő kérdései” című tanulmánya egyik legismertebb, legnépszerűbb művévé vált az eltelt évtizedek során. 1907 végén íródott, németül először 1910-ben jelent meg. Magyarul először 1920-ban Berlinben publikálták, majd Budapesten 1933-ban (Faust kiadás), 1948-ban Justus Pál fordításában (Népszava kiadás), s legutóbb 1982-ben a Kossuth Kiadó Gondozásában. Lenin, Antonio Gramsci, Lukács György, Lucien Séve bírálta a mű hiányosságait a dialektika helyes alkalmazására vonatkozóan.
Plehanov fontos szerepet játszott a machizmus és orosz változatának, A. A. Bogdanov empiriomonizmusának kritikájában is. „Materialismus militans” című művét tulajdonképpen három 1908-ban írt terjedelmes nyílt levél alkotja, melyet válaszul szánt Bogdanov neki címzett nyílt levelére. A támadások explicit módon Plehanov mechanikus, dialektikát nélkülöző materializmusa ellen irányultak, ám implicit módon Marx és Engels filozófiája ellen folytak. A bukott forradalom utáni filozófiai reakció hevessége, pusztító mivolta a forradalmárok soraiban, arra indította Lenint, hogy ő is hadba szálljon a marxizmus védelmében, s ugyanebben az évben megírta „Materializmus és empiriokriticizmus” című művét, melyben a szubjektív idealizmus elleni érvelés során Plehanov materializmusának dialektikus korrekcióját is végrehajtotta. A helyzet bonyolultságára jellemző, hogy a politikailag mensevik, filozófiailag materialista Plehanov abban a tudatban harcolt az egyébként bolsevik, ámde idealista Bogdanov ellen, hogy a filozófia és politika közvetlen, dialektika nélküli megfelelésének jegyében a bolsevizmus pozícióit gyengíti. Tükörszerűen ugyanez a közvetlen megfelelés volt Plehanov ellenfeleinek fejében a bolsevizmus és a machista ismeretelmélet hibás összekapcsolásával, ami tovább növelte az eszmei zűrzavart.
Plehanov az I. világháború idején „honvédő” azaz szociálsoviniszta álláspontra helyezkedett. Lenin kíméletlenül bírálta ezért.

### Hazatérése
Az 1917-es februári polgári forradalom után hazatért Oroszországba. Fellépett „Lenin Áprilisi tézisei” ellen, elítélte a bolsevikok szocialista forradalomra törekvő stratégiáját. „Továbbra is úgy vélte, Oroszország még nem érett meg a szocialista forradalomra, a II. Internacionálé dogmáit hajtogatta, amelyek szerint a proletariátusnak csak akkor szabad átvennie a hatalmat, ha többséget alkot az országban.” Jegyinsztvo című lapja élesen támadta a bolsevikokat. Az októberi bolsevik hatalomátvétel után elhagyta Oroszországot, a finnországi Terijokiba utazott (ma Szentpétervár külvárosa: Zelenogorszk, oroszul: Зеленогорск).
Az eszer Borisz Viktorovics Szavinkov(ru) felajánlotta neki, hogy álljon az élére a forradalom bukása utáni leendő kormánynak, ő azonban ezt határozottan visszautasította. 1917–1918 telén megbetegedett, kórházba került, ahol 60 évesen tuberkulózisban halt meg.
„Holttestét Petrográdra szállították és a volkovói temető írók parcellájában temették el, végakaratának megfelelően Belinszkij sírja mellé.”

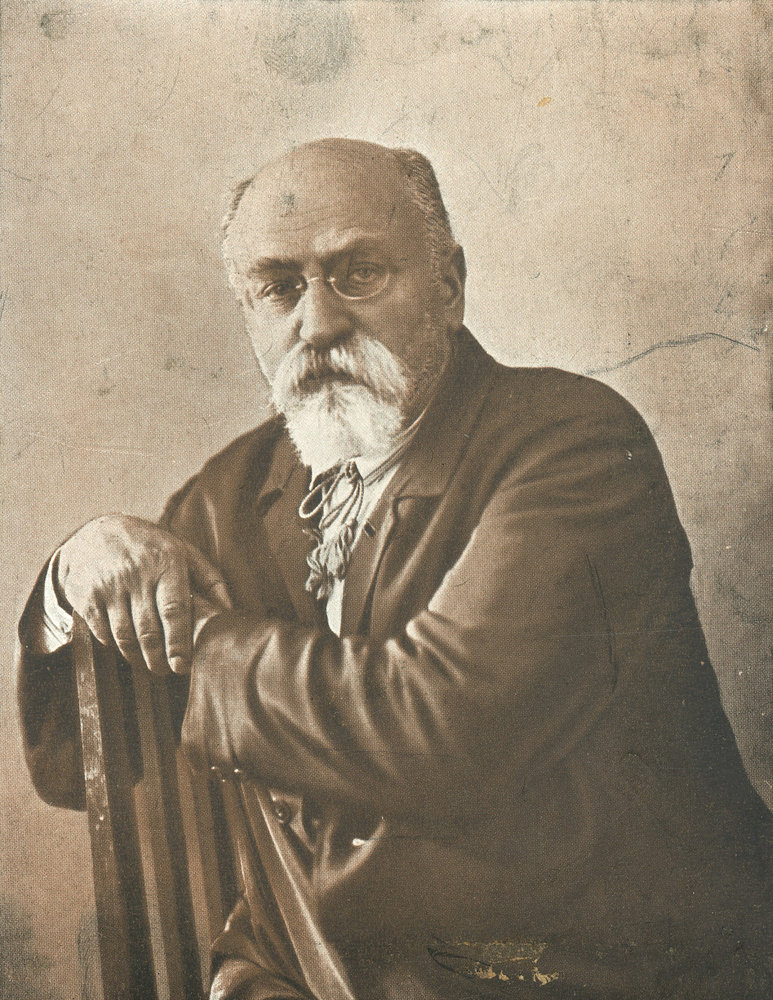
David Boriszovics Rjazanov (1870 — 1938)

## Öröksége
Plehanov az első oroszországi marxista teoretikus, meghatározó jelentősége volt az oroszországi marxista mozgalom elindításában és kezdeti elterjesztésében. Elméleti munkái és az oroszországi szociáldemokrata párt létrehozására irányuló politikai tevékenysége nagymértékben befolyásolták az oroszországi marxisták fiatalabb nemzedékét, köztük Lenint, pályájuk kezdetén. Nemzetközi hatása is jelentős, Karl Kautsky, Antonio Labriola, Paul Lafargue, Franz Mehring munkásságával egy sorban említhető, érdemei elévülhetetlenek a marxista esztétika és irodalomkritika első lépéseinek megtételében. „Plehanov a korszak legnagyobb formátumú marxista esztétája.” – írja róla Zoltai Dénes. Lukács György szerint pedig Plehanov a Lenin előtti marxizmus „legjobb elméleti képviselője” Mehring mellett.
Munkáit David Boriszovics Rjazanov, a neves marxista történész vezetésével működő Marx-Engels Intézet gyűjtötte össze, s adta ki 1922–1927-ig 24 kötetben. Irodalmi hagyatékát, elméleti örökségét a nevét viselő alapítvány gondozza.

## Művei nyomtatásban
Magyarul
- Plechanoff György: Szoczializmus és anarchizmus. Stirner, Proudhon, Bakunin, az epigónok; közli Szirányi László; Népolvasótár, Bp., 1897
- Plechanov György: A marxizmus tudományos alapproblémái; ford. Szabados Sándor; Vereinigung Internat. Verlags-Anstalten, Berlin, 1923 (Munka és tudás könyvtára)
- A marxizmus tudományos alapproblémái; Faust, Bp., 1933 (Európa könyvtár)
- A marxizmus alapvető kérdései; ford., bev. Justus Pál; Népszava, Bp., 1948
- A materialista történelemfelfogásról; ford. Pártos Zoltán; Szikra, Bp., 1947 (A marxizmus-leninizmus kis könyvtára)
- A személyiség történelmi szerepének kérdéséhez; Szikra. Bp., 1949 (A marxizmus-leninizmus kis könyvtára)
- A monista történetfelfogás fejlődésének kérdéséhez; ford. Fedor János; Szikra, Bp., 1950
- Adalékok a materializmus történetéhez; Szikra, Bp., 1951
- A vallásról. Válogatott írások; ford. Nyilas Vera, Zalai Edvin, névmutató Rózsa Dezsőné; Kossuth, Bp., 1960 (Pártmunkások könyvtára)
- Irodalom és esztétika. Válogatott tanulmányok; ford. Elbert János, összeáll., bev. S. Nyirő József; Kossuth, Bp., 1962
- Plehanov válogatott filozófiai írásai; szerk. Sziklai László, ford. Józsa Péter et al.; Kossuth, Bp., 1972
- A marxizmus fő kérdései; ford. Fischer György, Hitseker Mária; Kossuth, Bp., 1982 (Források)

Oroszul
- Szocsinyenyija, t. I–XXIV. Goszizdat M.–L. 1922–1927. Insztitut K. Marxa i F. Engelsza

Németül
- Anarchismus und Sozialismus; Köln: Neuer ISP-Verlag, 1995; ISBN 978-3-929008-87-6
- Die Revolutionen 1917; Berlin: BasisDr., 1997; ISBN 3-86163-090-7

Angolul
- Georgi Plekhanov: Selected Philosophical Works in Five Volumes. Moscow: Progress Publishers, 1974

## Művei az interneten
Magyarul
- A monista történetfelfogás fejlődésének kérdéséhez. (1950) MEK

Oroszul
- Összes műve 24 kötetben

Németül
- Marxists’ Internet Archive Deutschsprachiger Teil

Angolul
- Marxists’ Internet Archive http://www.marxists.org/archive/plekhanov/index.htm
- Georgi Plekhanov Selected Philosophical Works (Volume I)
- Georgi Plekhanov Selected Philosophical Works (Volume III)
- Georgi Plekhanov Selected Philosophical Works (Volume IV)
- Georgi Plekhanov Selected Philosophical Works (Volume V)

## Monográfiák, másodlagos források nyomtatásban
Magyarul
- Filozófiai Lexikon. Szikra, Budapest 1953.
- Filozófiai Kislexikon. Kossuth Könyvkiadó, 1964. (283. old.)
- Filozófiai Kislexikon. Kossuth Könyvkiadó, 1980. (283. old.)
- Munkásmozgalom-történeti Lexikon. Kossuth Kiadó, 1976. (521. old.)
- Somogyi János: Plehanov mint ateista. Magyar Filozófiai Szemle, 1962. 1. szám (127–130. old.)
- Somogyi János: Az ifjú Plehanov politikai-ideológiai fejlődése (1876–1883). Magyar Filozófiai Szemle, 1966. 5. szám (791–810. old.)
- A. V. Lunacsarszkij: G. V. Plehanov mint irodalomkritikus (in.: „Válogatott esztétikai munkák” Kossuth Könyvkiadó, 1968. 391–484. old.
- Zoltai Dénes: Az esztétika rövid története. Kossuth Könyvkiadó, 1972. 270–294. old.
- Sziklai László: Plehanov öröksége. Magyar Filozófiai Szemle, 1972. 5–6. szám (545–572. old.)
- Dolmányos István: A filozófia és politika helyéről Plehanov életművében. Magyar Filozófiai Szemle, 1973. 3–4. szám (465. old.)
- M. Klein, E. Lange, F. Richter: A marxista filozófia történetéhez, Kossuth Könyvkiadó, 1975. 179–192. old.
- Pándi Lajos: G. V. Plehanov eszemei fejlődése (1875–1883) (in.: „A haladó orosz gondolkodás fejlődése a forradalmi demokratizmustól a marxizmusig” II. köt. Budapest, 1980. 429–484. old.)
- Rózsahegyi Edit: Elmélet és filozófia. Gondolat Könyvkiadó, 1981. 74–97. old.
- D. Valovoj – G. Lapsina: Nevek az emlékoszlopon, Kossuth Könyvkiadó/Kárpáti Könyvkiadó, 1983. 323–340. old.

Oroszul
- М. Иовчук, И. Курбатова: ПЛЕХАНОВ, Мocквa, Издательство «Молодая гвардия» 1977. (Kölcsönözhető a Központi Szabó Ervin Könyvtárból.)

Németül
- László Sziklai: Zur Geschichte des Marxismus und der Kunst; Budapest: Akadémiai Kiadó, 1978
- Detlef Jena: Georgi Walentinowitsch Plechanow: Historisch-politische Biographie; Berlin: Dt. Verl. d. Wiss., 1989; ISBN 3-326-00325-0

Angolul
- Samuel H. Baron, Plekhanov: The Father of Russian Marxism. Stanford, CA: Stanford University Press, 1963.
- Plekhanov in Russian History and Soviet Historiography. Pittsburgh: University of Pittsburgh Press, 1995.

## Monográfiák, másodlagos források az interneten
Magyarul
- Anton Pannekoek: Lenin, mint filozófus. VII. A., B.,C., D. és VIII. fejezetek.

Oroszul
- М. Иовчук, И. Курбатова: ПЛЕХАНОВ, Мocквa, Издательство «Молодая гвардия» 1977. https://web.archive.org/web/20110521021814/http://www.plekhanovfound.ru/library/viana.htm

Angolul
- V. Fomina: Plekhanov’s Role in the Defence and Substantiation of Marxist Philosophy
- http://www.marxists.org/glossary/people/p/l.htm#plekhanov
- https://web.archive.org/web/20100205134512/http://www.spartacus.schoolnet.co.uk/RUSplekhanov.htm

## Alapítvány
- http://www.plekhanovfound.ru/o_found.html[halott link]